# Sønder Brarup Ås
Sønder Brarup Ås (på tysk Süderbraruper Os) er en omtrent 500 meter lang og op til 9 meter høj ås, beliggende i Oksbækkens dal (tunneldal) nordvest for byen Sønder Brarup i det sydlige Angel i Sydslesvig i Nordtyskland. Den særdeles velformede og karakteristiske ås er opstået i Weichsel-istiden som en lang aflejring af sten og grus. Den står fortsat med delvis stejle skrænter i det sønderjyske landskab, men har i den østlige del en let affladet bund, der må skyldes senere tildragelser. En del af åsen er gravet af under anlæggelsen af banestrækningen Flensborg-Kiel i 1881. Åsen strækker sig mod vest mod byen Bredbøl.
Åsen blev i 1956 udpeget som naturfredet område. Det fredede område blev senere udvidet og omfatter nu cirka 30 hektar med selve åsen og tilstødende vådområder. Den sandede ås er hjemsted for mange forskellige plantearter, som findes typisk i lyng- og hedelandskaber såsom almindelig knopurt, karteusernellike og liden klokke. De tilstødende vådområder består af blandt andet rørsump og sumpskov og er hjemsted for plantearter som eng-kabbeleje, tvebo baldrian og forskellige gøgeurter. Naturområdet udgør den nordlige del af Naturparken Slien.